# Znan obraz ima svoj glas (5. sezona)
5. sezona šova Znan obraz ima svoj glas je potekala jeseni 2019: prva oddaja sezone je bila na sporedu 22. septembra, finale pa je bil 15. decembra (12 nedeljskih oddaj, 27. oktobra oddaje ni bilo). Ponovno jo je vodil Denis Avdić, žirante iz 4. sezone pa so nadomestili trije novi žiranti: Lara Komar, Lea Sirk in Marko Miladinović.
Tekmovalcem so pri preobrazbah zopet pomagali Tilen Artač kot učitelj igre, Darja Švajger kot učiteljica petja in Miha Krušič kot koreograf.
Zmagovalka sezone je bila Eva Boto.

## Tekmovalci
- Eva Boto
- Ana Dežman
- Maja Oderlap
- Petra Zore
- Alex Volasko
- David Amaro
- Srđan Milovanović
- Matic Supovec

## Točke skozi celotno sezono
| Tekmovalec        | 22. 9. | 29. 9. | 6. 10. | 13. 10. | 20. 10. | 3. 11. | 10. 11. | 17. 11. | 24. 11. | 1. 12. | 8. 12. | Σ   |
| ----------------- | ------ | ------ | ------ | ------- | ------- | ------ | ------- | ------- | ------- | ------ | ------ | --- |
| Eva Boto          | 20     | 10     | 19     | 19      | 16      | 19     | 12      | 9       | 17      | 11     | 24     | 176 |
| Ana Dežman        | 24     | 7      | 24     | 9       | 11      | 24     | 18      | 9       | 10      | 12     | 17     | 165 |
| Maja Oderlap      | 11     | 4      | 9      | 22      | 11      | 9      | 16      | 15      | 11      | 13     | 8      | 129 |
| Petra Zore        | 12     | 8      | 14     | 13      | 11      | 9      | 15      | 20      | 10      | 20     | 10     | 142 |
| Alex Volasko      | 16     | 5      | 12     | 12      | 11      | 12     | 24      | 20      | 14      | 20     | 14     | 160 |
| David Amaro       | 8      | 12     | 20     | 15      | 18      | 19     | 19      | 13      | 20      | 10     | 20     | 174 |
| Srđan Milovanović | 18     | 10     | 9      | 12      | 20      | 15     | 10      | 16      | 24      | 21     | 15     | 170 |
| Matic Supovec     | 13     | 6      | 16     | 20      | 24      | 15     | 10      | 20      | 17      | 16     | 15     | 172 |

Legenda:
     zmagovalec tedna/sezone
     tekmovalec, ki se je uvrstil v finale
Točke tekmovalca, ki je imel v posamezni oddaji skrivno misijo, so v krepkem.

#### Zmagovalne preobrazbe
| #   | Tekmovalec        | Preobrazba              | Pesem                        |
| --- | ----------------- | ----------------------- | ---------------------------- |
| 1.  | Ana Dežman        | Aretha Franklin         | "Think"                      |
| 2.  | David Amaro       | Jim Carrey (Maska)      | "Cuban Pete"                 |
| 3.  | Ana Dežman        | Diva Plavalaguna        | "Il dolce suono"             |
| 4.  | Maja Oderlap      | Tatjana Gros            | "Zato sem noro te ljubila"   |
| 5.  | Matic Supovec     | Aerosmith               | "I Don't Wanna Miss a Thing" |
| 6.  | Ana Dežman        | Elda Viler              | "Ti si moja ljubezen"        |
| 7.  | Alex Volasko      | Nace Junkar             | "Vrniva se na najino obalo"  |
| 8.  | Matic Supovec     | Zdravko Čolić           | "Ti si mi u krvi"            |
| 9.  | Srđan Milovanović | Leonard Cohen           | "Hallelujah"                 |
| 10. | Srđan Milovanović | Sestre                  | "Samo ljubezen"              |
| 11. | Eva Boto          | Ansambel bratov Avesnik | "Tam, kjer murke cveto"      |
| 12. | Eva Boto          | Christina Aguilera      | "Beautiful"                  |

## Mladi upi 2019
Kot v preteklih sezonah so tekmovalci skozi sezono zbirali denar za sklad Mladi upi. Vsak teden (razen v finalu) je imel eden izmed tekmovalcev skrivno misijo. Na podlagi rezultata, ki ga je tisti teden tekmovalec s skrivno misijo dosegel, je POP TV v sklad daroval določeno količino denarja (3.000 € za 1. mesto, 2.000 € za 2. mesto, 1.000 € za 3. mesto, 500 € za 4.–8. mesto), zavod Vse bo v redu Zavarovalnice Triglav pa je ta znesek vsakič podvojil. V 11 tednih so tekmovalci zbrali 39.000 €, ki sta jih POP TV in zavod Vse bo v redu na koncu zaokrožila na 50.000 €. V finale natečaja Mladi upi 2019 so se uvrstili naslednji "mladi upi", sredstva iz sklada pa jih je prejelo 13 (označeni v krepkem): 
- Eva Alina Hočevar, kajak in kanu na divjih vodah
- Lučka Rakovec, športno plezanje
- Janja Šegel, plavanje
- Klara Lukan, atletika – tek
- Zala Urh, šah
- Peter Krajnc, sabljanje
- Nik Auguštin, tekvondo WT

- Sara Goltes, deskanje na snegu
- Naj Mekinc, deskanje na snegu – prosti slog
- Nejc Polenčič, kanu – slalom na divjih vodah
- Vid Oštrbenk, kajak – slalom in šprint na divjih vodah
- Lucija Planinc, paraplavanje
- Matej Štih, pozavna
- Vid Ibic, klavir

- Kany Michel Obenga, sodobni ples
- Flavija Žagar, balet
- Jernej Mišič, harfa
- Bratko Krivokapić, helikon
- Tevž Lotrič, fizika, programiranje
- Lovro Drofenik, matematika

12 prejemnikov sredstev je izbrala komisija, eden – Vid Oštrbenk – pa je bil izbran na podlagi spletnega glasovanja.

## Oddaje

#### 1. oddaja
Gostujoča žirantka je bila Nuša Derenda.
| #  | Tekmovalec        | Preobrazba      | Pesem                         | Glasovanje                    | Glasovanje                    | Glasovanje                    | Glasovanje                    | Glasovanje                    | Glasovanje                    | Glasovanje                    | Glasovanje | Σ  | Mesto |
| #  | Tekmovalec        | Preobrazba      | Pesem                         | Žirija in glasovi tekmovalcev | Žirija in glasovi tekmovalcev | Žirija in glasovi tekmovalcev | Žirija in glasovi tekmovalcev | Žirija in glasovi tekmovalcev | Žirija in glasovi tekmovalcev | Žirija in glasovi tekmovalcev | Televoting | Σ  | Mesto |
| #  | Tekmovalec        | Preobrazba      | Pesem                         | Gost                          | Lea                           | Marko                         | Lara                          | Tekm                          | Σ                             | Točke                         | Televoting | Σ  | Mesto |
| -- | ----------------- | --------------- | ----------------------------- | ----------------------------- | ----------------------------- | ----------------------------- | ----------------------------- | ----------------------------- | ----------------------------- | ----------------------------- | ---------- | -- | ----- |
| 1. | Alex Volasko      | Verka Serduchka | "Dancing Lasha Tumbai"        | 8                             | 9                             | 8                             | 7                             | 5                             | 37                            | 8                             | 8          | 16 | 4.    |
| 2. | David Amaro       | Fred Astaire    | "Cheek to Cheek"              | 5                             | 4                             | 4                             | 5                             | 0                             | 18                            | 4                             | 4          | 8  | 8.    |
| 3. | Maja Oderlap      | Neda Ukraden    | "Da se najdemo na pola puta"  | 4                             | 5                             | 7                             | 4                             | 0                             | 20                            | 5                             | 6          | 11 | 7.    |
| 4. | Eva Boto†         | Jenny Lind      | "Never Enough"                | 9                             | 8                             | 10                            | 8                             | 10                            | 45                            | 10                            | 10         | 20 | 2.    |
| 5. | Matic Supovec     | AC/DC           | "You Shook Me All Night Long" | 6                             | 7                             | 5                             | 10                            | 0                             | 28                            | 6                             | 7          | 13 | 5.    |
| 6. | Srđan Milovanović | Mišo Kovač      | "Ti si pjesma moje duše"      | 7                             | 6                             | 9                             | 6                             | 10                            | 38                            | 9                             | 9          | 18 | 3.    |
| 7. | Petra Zore        | Nuša Derenda    | "Energy/Ne ni res"            | 10                            | 10                            | 6                             | 9                             | 0                             | 35                            | 7                             | 5          | 12 | 6.    |
| 8. | Ana Dežman        | Aretha Franklin | "Think"                       | 12                            | 12                            | 12                            | 12                            | 15                            | 63                            | 12                            | 12         | 24 | 1.    |

Legenda:
     zmagovalec tedna
† tekmovalec s skrivno misijo
Glasovanje tekmovalcev (X je dal svojih 5 točk Y):
- Alex → Srđan
- David → Ana
- Maja → Srđan
- Eva → Alex

- Matic → Eva
- Srđan → Ana
- Petra → Ana
- Ana → Eva

#### 2. oddaja
- Gostujoči žirant je bil Domen Valič.
- V drugi oddaji ni bilo telefonskega glasovanja, ampak so bili gledalci naprošeni, naj pošljejo sms za Krisa Zudicha.

| #  | Tekmovalec        | Preobrazba           | Pesem                        | Glasovanje                    | Glasovanje                    | Glasovanje                    | Glasovanje                    | Glasovanje                    | Glasovanje                    | Glasovanje                    | Mesto |
| #  | Tekmovalec        | Preobrazba           | Pesem                        | Žirija in glasovi tekmovalcev | Žirija in glasovi tekmovalcev | Žirija in glasovi tekmovalcev | Žirija in glasovi tekmovalcev | Žirija in glasovi tekmovalcev | Žirija in glasovi tekmovalcev | Žirija in glasovi tekmovalcev | Mesto |
| #  | Tekmovalec        | Preobrazba           | Pesem                        | Gost                          | Lea                           | Marko                         | Lara                          | Tekm                          | Σ                             | Točke                         | Mesto |
| -- | ----------------- | -------------------- | ---------------------------- | ----------------------------- | ----------------------------- | ----------------------------- | ----------------------------- | ----------------------------- | ----------------------------- | ----------------------------- | ----- |
| 1. | Matic Supovec     | Måns Zelmerlöw       | "Heroes"                     | 5                             | 9                             | 5                             | 9                             | 0                             | 28                            | 6                             | 6.    |
| 2. | Ana Dežman†       | Tereza Kesovija      | "Nono, dobri moj nono"       | 6                             | 8                             | 10                            | 6                             | 0                             | 30                            | 7                             | 5.    |
| 3. | Petra Zore        | Catherine Zeta-Jones | "All That Jazz"              | 9                             | 5                             | 7                             | 5                             | 5                             | 31                            | 8                             | 4.    |
| 4. | Alex Volasko      | Nat King Cole        | "When I Fall in Love"        | 4                             | 6                             | 6                             | 7                             | 0                             | 23                            | 5                             | 7.    |
| 5. | Eva Boto          | Senidah              | "Mišići"                     | 7                             | 7                             | 9                             | 10                            | 5                             | 38                            | 10                            | 2.    |
| 6. | Maja Oderlap      | Bonnie Tyler         | "Total Eclipse of the Heart" | 8                             | 4                             | 4                             | 4                             | 0                             | 20                            | 4                             | 8.    |
| 7. | Srđan Milovanović | Jim Carrey (Maska)   | "Cuban Pete"                 | 10                            | 12                            | 8                             | 8                             | 0                             | 38                            | 10                            | 2.    |
| 8. | David Amaro       | Jim Carrey (Maska)   | "Cuban Pete"                 | 12                            | 10                            | 12                            | 12                            | 30                            | 76                            | 12                            | 1.    |

Legenda:
     zmagovalec tedna
† tekmovalec s skrivno misijo
Glasovanje tekmovalcev (X je dal svojih 5 točk Y):
- Matic → David
- Ana → David
- Petra → David
- Alex → Eva

- Eva → David
- Maja → David
- Srđan → David
- David → Petra

#### 3. oddaja
- Gostujoči žirant je bil Niko Zagode.
- S tretjo oddajo so začeli razkrivati samo, komu so žiranti podelili svojih 12 in 10 točk, ne pa celotnih glasov, in skupni seštevek njihovih glasov.

| #  | Tekmovalec        | Preobrazba       | Pesem                        | Glasovanje                    | Glasovanje                    | Glasovanje                    | Glasovanje                    | Glasovanje                    | Glasovanje                    | Glasovanje                    | Glasovanje | Σ  | Mesto |
| #  | Tekmovalec        | Preobrazba       | Pesem                        | Žirija in glasovi tekmovalcev | Žirija in glasovi tekmovalcev | Žirija in glasovi tekmovalcev | Žirija in glasovi tekmovalcev | Žirija in glasovi tekmovalcev | Žirija in glasovi tekmovalcev | Žirija in glasovi tekmovalcev | Televoting | Σ  | Mesto |
| #  | Tekmovalec        | Preobrazba       | Pesem                        | Gost                          | Lea                           | Marko                         | Lara                          | Tekm                          | Σ                             | Točke                         | Televoting | Σ  | Mesto |
| -- | ----------------- | ---------------- | ---------------------------- | ----------------------------- | ----------------------------- | ----------------------------- | ----------------------------- | ----------------------------- | ----------------------------- | ----------------------------- | ---------- | -- | ----- |
| 1. | Srđan Milovanović | Cardi B          | "I Like It"                  |                               |                               |                               |                               | 0                             | 24                            | 5                             | 4          | 9  | 8.    |
| 2. | Petra Zore†       | Lepa Brena       | "Uđi slobodno"               | 10                            |                               |                               |                               | 0                             | 33                            | 7                             | 7          | 14 | 5.    |
| 3. | Maja Oderlap      | Bilbi            | "Hvala za vijolice"          |                               |                               |                               |                               | 0                             | 17                            | 4                             | 5          | 9  | 7.    |
| 4. | David Amaro       | Hozier           | "Take Me to Church"          |                               | 12                            |                               | 12                            | 0                             | 39                            | 10                            | 10         | 20 | 2.    |
| 5. | Matic Supovec     | Inner Circle     | "Sweat (A La La La La Long)" |                               |                               |                               |                               | 5                             | 38                            | 8                             | 8          | 16 | 4.    |
| 6. | Alex Volasko      | Bradley Cooper   | "Shallow"                    |                               |                               |                               |                               | 5                             | 25                            | 6                             | 6          | 12 | 6.    |
| 7. | Eva Boto          | Lady Gaga        | "Shallow"                    |                               |                               | 10                            |                               | 5                             | 39                            | 10                            | 9          | 19 | 3.    |
| 8. | Ana Dežman        | Diva Plavalaguna | "Il dolce suono"             | 12                            | 10                            | 12                            | 10                            | 25                            | 69                            | 12                            | 12         | 24 | 1.    |

Legenda:
     zmagovalec tedna
† tekmovalec s skrivno misijo
Glasovanje tekmovalcev (X je dal svojih 5 točk Y):
- Srđan → Ana
- Petra → Ana
- Maja → Ana
- David → Ana

- Matic → Ana
- Alex → Eva
- Eva → Alex
- Ana → Matic

#### 4. oddaja
Gostujoča žirantka je bila Alya.
| #  | Tekmovalec        | Preobrazba                      | Pesem                                    | Glasovanje                    | Glasovanje                    | Glasovanje                    | Glasovanje                    | Glasovanje                    | Glasovanje                    | Glasovanje                    | Glasovanje | Σ  | Mesto |
| #  | Tekmovalec        | Preobrazba                      | Pesem                                    | Žirija in glasovi tekmovalcev | Žirija in glasovi tekmovalcev | Žirija in glasovi tekmovalcev | Žirija in glasovi tekmovalcev | Žirija in glasovi tekmovalcev | Žirija in glasovi tekmovalcev | Žirija in glasovi tekmovalcev | Televoting | Σ  | Mesto |
| #  | Tekmovalec        | Preobrazba                      | Pesem                                    | Gost                          | Lea                           | Marko                         | Lara                          | Tekm                          | Σ                             | Točke                         | Televoting | Σ  | Mesto |
| -- | ----------------- | ------------------------------- | ---------------------------------------- | ----------------------------- | ----------------------------- | ----------------------------- | ----------------------------- | ----------------------------- | ----------------------------- | ----------------------------- | ---------- | -- | ----- |
| 1. | Petra Zore        | Beyoncé                         | "Single Ladies (Put a Ring on It)"       |                               |                               | 12                            |                               | 0                             | 27                            | 6                             | 7          | 13 | 5.    |
| 2. | Ana Dežman        | Nina Vodopivec (Tabu)           | "Lahko sem srce"                         |                               |                               |                               |                               | 0                             | 26                            | 5                             | 4          | 9  | 8.    |
| 3. | Eva Boto          | Ariel (Mala morska deklica)     | "Part of Your World"                     |                               | 12                            |                               |                               | 5                             | 40                            | 10                            | 9          | 19 | 3.    |
| 4. | Srđan Milovanović | Sebastian (Mala morska deklica) | "Under the Sea"                          |                               |                               |                               |                               | 0                             | 34                            | 7                             | 5          | 12 | 7.    |
| 5. | David Amaro       | Justin Bieber                   | "Sorry"                                  |                               | 10                            |                               | 10                            | 5                             | 37                            | 9                             | 6          | 15 | 4.    |
| 6. | Maja Oderlap      | Tatjana Gros                    | "Zato sem noro te ljubila"               | 12                            |                               | 10                            |                               | 25                            | 60                            | 12                            | 10         | 22 | 1.    |
| 7. | Alex Volasko      | Eric Idle (Monty Python)        | "Always Look on the Bright Side of Life" | 10                            |                               |                               |                               | 0                             | 24                            | 4                             | 8          | 12 | 6.    |
| 8. | Matic Supovec†    | Blaž Švab (Modrijani)           | "Ti moja rožica"                         |                               |                               |                               | 12                            | 5                             | 36                            | 8                             | 12         | 20 | 2.    |

Legenda:
     zmagovalec tedna
† tekmovalec s skrivno misijo
Glasovanje tekmovalcev (X je dal svojih 5 točk Y):
- Petra → David
- Ana → Maja
- Eva → Maja
- Srđan → Maja

- David → Eva
- Maja → Matic
- Alex → Maja
- Matic → Maja

#### 5. oddaja
Gostujoči žirant je bil Peter Poles.
| #  | Tekmovalec        | Preobrazba    | Pesem                                   | Glasovanje                    | Glasovanje                    | Glasovanje                    | Glasovanje                    | Glasovanje                    | Glasovanje                    | Glasovanje                    | Glasovanje | Σ  | Mesto |
| #  | Tekmovalec        | Preobrazba    | Pesem                                   | Žirija in glasovi tekmovalcev | Žirija in glasovi tekmovalcev | Žirija in glasovi tekmovalcev | Žirija in glasovi tekmovalcev | Žirija in glasovi tekmovalcev | Žirija in glasovi tekmovalcev | Žirija in glasovi tekmovalcev | Televoting | Σ  | Mesto |
| #  | Tekmovalec        | Preobrazba    | Pesem                                   | Gost                          | Lea                           | Marko                         | Lara                          | Tekm                          | Σ                             | Točke                         | Televoting | Σ  | Mesto |
| -- | ----------------- | ------------- | --------------------------------------- | ----------------------------- | ----------------------------- | ----------------------------- | ----------------------------- | ----------------------------- | ----------------------------- | ----------------------------- | ---------- | -- | ----- |
| 1. | Maja Oderlap      | Neca Falk     | "Banane"                                |                               |                               |                               |                               | 0                             | 19                            | 5                             | 6          | 11 | 6.    |
| 2. | Srđan Milovanović | Josh Turner   | "Your Man"                              | 10                            | 8                             | 12                            | 10                            | 5                             | 45                            | 10                            | 10         | 20 | 2.    |
| 3. | Alex Volasko      | Bijelo dugme  | "Ne spavaj mala moja, muzika dok svira" |                               |                               |                               |                               | 0                             | 17                            | 4                             | 7          | 11 | 5.    |
| 4. | Eva Boto          | Ariana Grande | "Dangerous Woman"                       | 12                            |                               | 10                            |                               | 5                             | 41                            | 8                             | 8          | 16 | 4.    |
| 5. | Petra Zore        | Missy Elliott | "Work It"                               |                               | 10                            |                               |                               | 5                             | 37                            | 7                             | 4          | 11 | 8.    |
| 6. | Matic Supovec     | Aerosmith     | "I Don't Wanna Miss a Thing"            |                               |                               |                               | 12                            | 20                            | 58                            | 12                            | 12         | 24 | 1.    |
| 7. | Ana Dežman        | Cher          | "Dov'è l'amore"                         |                               |                               |                               |                               | 0                             | 24                            | 6                             | 5          | 11 | 7.    |
| 8. | David Amaro†      | Cher          | "Dov'è l'amore"                         |                               | 12                            |                               |                               | 5                             | 43                            | 9                             | 9          | 18 | 3.    |

Legenda:
     zmagovalec tedna
† tekmovalec s skrivno misijo
Glasovanje tekmovalcev (X je dal svojih 5 točk Y):
- Maja → Matic
- Srđan → Matic
- Alex → Eva
- Eva → Petra

- Petra → Srđan
- Matic → David
- Ana → Matic
- David → Matic

#### 6. oddaja
Gostujoči žirant je bil Challe Salle.
| #  | Tekmovalec        | Preobrazba      | Pesem                 | Glasovanje                    | Glasovanje                    | Glasovanje                    | Glasovanje                    | Glasovanje                    | Glasovanje                    | Glasovanje                    | Glasovanje | Σ  | Mesto |
| #  | Tekmovalec        | Preobrazba      | Pesem                 | Žirija in glasovi tekmovalcev | Žirija in glasovi tekmovalcev | Žirija in glasovi tekmovalcev | Žirija in glasovi tekmovalcev | Žirija in glasovi tekmovalcev | Žirija in glasovi tekmovalcev | Žirija in glasovi tekmovalcev | Televoting | Σ  | Mesto |
| #  | Tekmovalec        | Preobrazba      | Pesem                 | Gost                          | Lea                           | Marko                         | Lara                          | Tekm                          | Σ                             | Točke                         | Televoting | Σ  | Mesto |
| -- | ----------------- | --------------- | --------------------- | ----------------------------- | ----------------------------- | ----------------------------- | ----------------------------- | ----------------------------- | ----------------------------- | ----------------------------- | ---------- | -- | ----- |
| 1. | Petra Zore        | Netta           | "Toy"                 |                               |                               |                               |                               | 0                             | 21                            | 5                             | 4          | 9  | 8.    |
| 2. | Alex Volasko      | The Beach Boys  | "Surfin' USA"         |                               |                               |                               |                               | 0                             | 22                            | 6                             | 6          | 12 | 6.    |
| 3. | David Amaro       | Prince          | "Kiss"                | 10                            | 8                             | 10                            | 12                            | 10                            | 50                            | 10                            | 9          | 19 | 3.    |
| 4. | Matic Supovec     | Pedro Capó      | "Calma"               |                               |                               |                               |                               | 0                             | 28                            | 7                             | 8          | 15 | 4.    |
| 5. | Srđan Milovanović | Farruko         | "Calma"               |                               | 10                            |                               |                               | 5                             | 40                            | 8                             | 7          | 15 | 5.    |
| 6. | Maja Oderlap      | Raffaella Carrà | "Ballo ballo"         |                               |                               |                               |                               | 0                             | 20                            | 4                             | 5          | 9  | 7.    |
| 7. | Eva Boto          | Challe Salle    | "Lagano"              | 12                            |                               |                               | 10                            | 5                             | 41                            | 9                             | 10         | 19 | 2.    |
| 8. | Ana Dežman†       | Elda Viler      | "Ti si moja ljubezen" |                               | 12                            | 12                            |                               | 20                            | 62                            | 12                            | 12         | 24 | 1.    |

Legenda:
     zmagovalec tedna
† tekmovalec s skrivno misijo
Glasovanje tekmovalcev (X je dal svojih 5 točk Y):
- Petra → David
- Alex → Ana
- David → Srđan
- Matic → Ana

- Srđan → Ana
- Maja → Eva
- Eva → Ana
- Ana → David

#### 7. oddaja
Gostujoča žirantka je bila Helena Blagne.
| #  | Tekmovalec        | Preobrazba     | Pesem                       | Glasovanje                    | Glasovanje                    | Glasovanje                    | Glasovanje                    | Glasovanje                    | Glasovanje                    | Glasovanje                    | Glasovanje | Σ  | Mesto |
| #  | Tekmovalec        | Preobrazba     | Pesem                       | Žirija in glasovi tekmovalcev | Žirija in glasovi tekmovalcev | Žirija in glasovi tekmovalcev | Žirija in glasovi tekmovalcev | Žirija in glasovi tekmovalcev | Žirija in glasovi tekmovalcev | Žirija in glasovi tekmovalcev | Televoting | Σ  | Mesto |
| #  | Tekmovalec        | Preobrazba     | Pesem                       | Gost                          | Lea                           | Marko                         | Lara                          | Tekm                          | Σ                             | Točke                         | Televoting | Σ  | Mesto |
| -- | ----------------- | -------------- | --------------------------- | ----------------------------- | ----------------------------- | ----------------------------- | ----------------------------- | ----------------------------- | ----------------------------- | ----------------------------- | ---------- | -- | ----- |
| 1. | Eva Boto          | Gloria Estefan | "Conga"                     |                               |                               |                               |                               | 0                             | 20                            | 5                             | 7          | 12 | 6.    |
| 2. | Matic Supovec     | The Beatles    | "Help!"                     |                               |                               |                               |                               | 0                             | 20                            | 5                             | 5          | 10 | 7.    |
| 3. | Maja Oderlap      | Lordi          | "Hard Rock Hallelujah"      |                               |                               |                               |                               | 0                             | 27                            | 7                             | 9          | 16 | 4.    |
| 4. | Srđan Milovanović | Michel Teló    | "Ai se eu te pego"          |                               |                               |                               |                               | 0                             | 24                            | 6                             | 4          | 10 | 8.    |
| 5. | David Amaro       | Halid Bešlić   | "Miljacka"                  |                               |                               | 12                            |                               | 0                             | 38                            | 9                             | 10         | 19 | 2.    |
| 6. | Ana Dežman        | Lea Sirk       | "Hvala, ne!"                |                               | 12                            |                               | 10                            | 0                             | 40                            | 10                            | 8          | 18 | 3.    |
| 7. | Petra Zore        | Helena Blagne  | "Vrniva se na najino obalo" | 12                            |                               |                               |                               | 5                             | 38                            | 9                             | 6          | 15 | 5.    |
| 8. | Alex Volasko†     | Nace Junkar    | "Vrniva se na najino obalo" | 10                            | 10                            | 10                            | 12                            | 35                            | 77                            | 12                            | 12         | 24 | 1.    |

Legenda:
     zmagovalec tedna
† tekmovalec s skrivno misijo
Glasovanje tekmovalcev (X je dal svojih 5 točk Y):
- Eva → Alex
- Matic → Alex
- Maja → Alex
- Srđan → Alex

- David → Alex
- Ana → Alex
- Petra → Alex
- Alex → Petra

#### 8. oddaja
Gostujoča žirantka je bila Tanja Žagar.
| #  | Tekmovalec        | Preobrazba                                 | Pesem                        | Glasovanje                    | Glasovanje                    | Glasovanje                    | Glasovanje                    | Glasovanje                    | Glasovanje                    | Glasovanje                    | Glasovanje | Σ  | Mesto |
| #  | Tekmovalec        | Preobrazba                                 | Pesem                        | Žirija in glasovi tekmovalcev | Žirija in glasovi tekmovalcev | Žirija in glasovi tekmovalcev | Žirija in glasovi tekmovalcev | Žirija in glasovi tekmovalcev | Žirija in glasovi tekmovalcev | Žirija in glasovi tekmovalcev | Televoting | Σ  | Mesto |
| #  | Tekmovalec        | Preobrazba                                 | Pesem                        | Gost                          | Lea                           | Marko                         | Lara                          | Tekm                          | Σ                             | Točke                         | Televoting | Σ  | Mesto |
| -- | ----------------- | ------------------------------------------ | ---------------------------- | ----------------------------- | ----------------------------- | ----------------------------- | ----------------------------- | ----------------------------- | ----------------------------- | ----------------------------- | ---------- | -- | ----- |
| 1. | David Amaro       | Čuki                                       | "Komar"                      |                               |                               |                               |                               | 0                             | 31                            | 7                             | 6          | 13 | 6.    |
| 2. | Eva Boto          | Pika Božič                                 | "Komar"                      |                               |                               |                               |                               | 5                             | 22                            | 4                             | 5          | 9  | 7.    |
| 3. | Srđan Milovanović | Panjabi MC                                 | "Mundian To Bach Ke"         |                               |                               |                               |                               | 10                            | 39                            | 9                             | 7          | 16 | 4.    |
| 4. | Matic Supovec     | Zdravko Čolić                              | "Ti si mi u krvi"            |                               | 10                            | 12                            | 10                            | 0                             | 36                            | 8                             | 12         | 20 | 1.    |
| 5. | Ana Dežman        | Mungo Jerry                                | "In the Summertime"          |                               |                               |                               |                               | 0                             | 24                            | 5                             | 4          | 9  | 8.    |
| 6. | Petra Zore        | Meryl Streep (kot Florence Foster Jenkins) | "Queen of the Night aria"    | 10                            |                               | 10                            |                               | 15                            | 53                            | 12                            | 8          | 20 | 3.    |
| 7. | Maja Oderlap†     | Tanja Žagar                                | "Nora noč"                   | 12                            |                               |                               |                               | 0                             | 28                            | 6                             | 9          | 15 | 5.    |
| 8. | Alex Volasko      | Israel Kamakawiwo'ole                      | "Somewhere Over the Rainbow" |                               | 12                            |                               | 12                            | 10                            | 51                            | 10                            | 10         | 20 | 2.    |

1. ↑  V primeru izenačenja (za zmago) zmaga tisti, ki je prejel več točk od telefonskega glasovanja.

Legenda:
     zmagovalec tedna
† tekmovalec s skrivno misijo
Glasovanje tekmovalcev (X je dal svojih 5 točk Y):
- David → Eva
- Eva → Petra
- Srđan → Alex
- Matic → Petra

- Ana → Petra
- Petra → Srđan
- Maja → Alex
- Alex → Srđan

#### 9. oddaja
Gostujoči žirant je bil Dejan Vunjak.
| #  | Tekmovalec         | Preobrazba          | Pesem                 | Glasovanje                    | Glasovanje                    | Glasovanje                    | Glasovanje                    | Glasovanje                    | Glasovanje                    | Glasovanje                    | Glasovanje | Σ  | Mesto |
| #  | Tekmovalec         | Preobrazba          | Pesem                 | Žirija in glasovi tekmovalcev | Žirija in glasovi tekmovalcev | Žirija in glasovi tekmovalcev | Žirija in glasovi tekmovalcev | Žirija in glasovi tekmovalcev | Žirija in glasovi tekmovalcev | Žirija in glasovi tekmovalcev | Televoting | Σ  | Mesto |
| #  | Tekmovalec         | Preobrazba          | Pesem                 | Gost                          | Lea                           | Marko                         | Lara                          | Tekm                          | Σ                             | Točke                         | Televoting | Σ  | Mesto |
| -- | ------------------ | ------------------- | --------------------- | ----------------------------- | ----------------------------- | ----------------------------- | ----------------------------- | ----------------------------- | ----------------------------- | ----------------------------- | ---------- | -- | ----- |
| 1. | Maja Oderlap       | Danijela Martinović | "Da je slađe zaspati" |                               |                               |                               |                               | 0                             | 17                            | 4                             | 7          | 11 | 6.    |
| 2. | Eva Boto           | Tinkara Kovač       | "Mars in Venera"      |                               |                               | 10                            |                               | 10                            | 39                            | 9                             | 8          | 17 | 4.    |
| 3. | Alex Volasko       | Gene Kelly          | "Singin' in the Rain" | 10                            |                               |                               |                               | 5                             | 35                            | 7                             | 7          | 14 | 5.    |
| 4. | Matic Supovec      | Lepi Dasa           | "Lepi Dasa"           |                               |                               |                               |                               | 10                            | 38                            | 8                             | 9          | 17 | 3.    |
| 5. | Srđan Milovanović† | Leonard Cohen       | "Hallelujah"          | 12                            | 12                            | 12                            | 12                            | 10                            | 58                            | 12                            | 12         | 24 | 1.    |
| 6. | Ana Dežman         | En Vogue            | "Free Your Mind"      |                               |                               |                               |                               | 0                             | 24                            | 5                             | 5          | 10 | 7.    |
| 7. | Petra Zore         | En Vogue            | "Free Your Mind"      |                               |                               |                               | 10                            | 0                             | 31                            | 6                             | 4          | 10 | 8.    |
| 8. | David Amaro        | Ceca                | "Beograd"             |                               | 10                            |                               |                               | 5                             | 42                            | 10                            | 10         | 20 | 2.    |

Legenda:
     zmagovalec tedna
† tekmovalec s skrivno misijo
Glasovanje tekmovalcev (X je dal svojih 5 točk Y):
- Maja → Alex
- Eva → Srđan
- Alex → Matic
- Matic → Srđan

- Srđan → David
- Ana → Matic
- Petra → Eva
- David → Eva

#### 10. oddaja
Gostujoči žirant je bil Tomaž Mihelič - Marlenna.
| #  | Tekmovalec        | Preobrazba                  | Pesem                         | Glasovanje                    | Glasovanje                    | Glasovanje                    | Glasovanje                    | Glasovanje                    | Glasovanje                    | Glasovanje                    | Glasovanje | Σ  | Mesto |
| #  | Tekmovalec        | Preobrazba                  | Pesem                         | Žirija in glasovi tekmovalcev | Žirija in glasovi tekmovalcev | Žirija in glasovi tekmovalcev | Žirija in glasovi tekmovalcev | Žirija in glasovi tekmovalcev | Žirija in glasovi tekmovalcev | Žirija in glasovi tekmovalcev | Televoting | Σ  | Mesto |
| #  | Tekmovalec        | Preobrazba                  | Pesem                         | Gost                          | Lea                           | Marko                         | Lara                          | Tekm                          | Σ                             | Točke                         | Televoting | Σ  | Mesto |
| -- | ----------------- | --------------------------- | ----------------------------- | ----------------------------- | ----------------------------- | ----------------------------- | ----------------------------- | ----------------------------- | ----------------------------- | ----------------------------- | ---------- | -- | ----- |
| 1. | David Amaro       | Wham!                       | "Wake Me Up Before You Go-Go" |                               |                               |                               |                               | 0                             | 27                            | 5                             | 5          | 10 | 8.    |
| 2. | Alex Volasko      | Alenka Gotar                | "Cvet z juga"                 |                               |                               |                               |                               | 0                             | 30                            | 8                             | 12         | 20 | 2.    |
| 3. | Ana Dežman        | Kaoma                       | "Lambada"                     |                               |                               |                               |                               | 0                             | 28                            | 6                             | 6          | 12 | 6.    |
| 4. | Eva Boto          | Manca Špik                  | "Oba"                         |                               |                               |                               |                               | 5                             | 23                            | 4                             | 7          | 11 | 7.    |
| 5. | Maja Oderlap      | Isaac Palma                 | "Oba"                         |                               |                               |                               |                               | 10                            | 34                            | 9                             | 4          | 13 | 5.    |
| 6. | Matic Supovec     | Earth, Wind & Fire          | "September"                   | 10                            |                               |                               |                               | 0                             | 30                            | 8                             | 8          | 16 | 4.    |
| 7. | Srđan Milovanović | Sestre                      | "Samo ljubezen"               | 12                            | 12                            | 12                            | 10                            | 15                            | 61                            | 12                            | 9          | 21 | 1.    |
| 8. | Petra Zore†       | Eros Ramazzotti & Anastacia | "I Belong to You"             | 9                             | 10                            | 10                            | 12                            | 10                            | 51                            | 10                            | 10         | 20 | 3.    |

Legenda:
     zmagovalec tedna
† tekmovalec s skrivno misijo
Glasovanje tekmovalcev (X je dal svojih 5 točk Y):
- David → Petra
- Alex → Srđan
- Ana → Srđan
- Eva → Maja

- Maja → Eva
- Matic → Maja
- Srđan → Petra
- Petra → Srđan

#### 11. oddaja
Gostujoča žirantka je bila Nika Kljun.
| #  | Tekmovalec        | Preobrazba              | Pesem                             | Glasovanje                    | Glasovanje                    | Glasovanje                    | Glasovanje                    | Glasovanje                    | Glasovanje                    | Glasovanje                    | Glasovanje | Σ  | Mesto |
| #  | Tekmovalec        | Preobrazba              | Pesem                             | Žirija in glasovi tekmovalcev | Žirija in glasovi tekmovalcev | Žirija in glasovi tekmovalcev | Žirija in glasovi tekmovalcev | Žirija in glasovi tekmovalcev | Žirija in glasovi tekmovalcev | Žirija in glasovi tekmovalcev | Televoting | Σ  | Mesto |
| #  | Tekmovalec        | Preobrazba              | Pesem                             | Gost                          | Lea                           | Marko                         | Lara                          | Tekm                          | Σ                             | Točke                         | Televoting | Σ  | Mesto |
| -- | ----------------- | ----------------------- | --------------------------------- | ----------------------------- | ----------------------------- | ----------------------------- | ----------------------------- | ----------------------------- | ----------------------------- | ----------------------------- | ---------- | -- | ----- |
| 1. | Petra Zore        | Moana                   | "How Far I'll Go"                 |                               |                               |                               |                               | 0                             | 25                            | 5                             | 5          | 10 | 7.    |
| 2. | Alex Volasko      | Omar Naber              | "Vse, kar si želiš"               |                               |                               |                               |                               | 0                             | 28                            | 7                             | 7          | 14 | 6.    |
| 3. | Eva Boto†         | Ansambel bratov Avsenik | "Tam, kjer murke cveto"           | 12                            |                               | 12                            |                               | 15                            | 57                            | 12                            | 12         | 24 | 1.    |
| 4. | David Amaro       | Justin Timberlake       | "Can't Stop the Feeling!"         | 10                            | 12                            | 10                            | 10                            | 5                             | 47                            | 10                            | 10         | 20 | 2.    |
| 5. | Srđan Milovanović | Plavi orkestar          | "Od rođendana do rođendana"       |                               | 10                            |                               |                               | 10                            | 39                            | 9                             | 6          | 15 | 5.    |
| 6. | Maja Oderlap      | 6pack Čukur & Šank rock | "Dej bolj na glas"                |                               |                               |                               |                               | 5                             | 23                            | 4                             | 4          | 8  | 8.    |
| 7. | Matic Supovec     | 6pack Čukur & Šank rock | "Dej bolj na glas"                |                               |                               |                               |                               | 5                             | 28                            | 7                             | 8          | 15 | 4.    |
| 8. | Ana Dežman        | Mariah Carey            | "All I Want for Christmas Is You" |                               |                               |                               | 12                            | 0                             | 37                            | 8                             | 9          | 17 | 3.    |

Legenda:
     zmagovalec tedna
† tekmovalec s skrivno misijo
Glasovanje tekmovalcev (X je dal svojih 5 točk Y):
- Petra → Srđan
- Alex → Srđan
- Eva → David
- David → Eva

- Srđan → Eva
- Maja → Matic
- Matic → Maja
- Ana → Eva

#### 12. oddaja – finale
- Gostujoča žirantka je bila Ana Praznik.
- V finalu so se za zmago potegovali tisti 4 tekmovalci, ki so v prvih 11 oddajah zbrali največ točk: Srđan Milovanović, Matic Supovec, David Amaro in Eva Boto.
- O končnem zmagovalcu so odločali samo gledalci (žiranti so nastope le komentirali, niso pa jih ocenili).
- Zmagovalka (in naj imitatorka) sezone je postala Eva Boto.

| Tekmovalec        | Preobrazba         | Pesem        |
| ----------------- | ------------------ | ------------ |
| Srđan Milovanović | Alexander Rybak    | "Fairytale"  |
| Matic Supovec     | Petar Grašo        | "Moje zlato" |
| Eva Boto          | Christina Aguilera | "Beautiful"  |
| David Amaro       | James Arthur       | "Impossible" |

- Ostali štirje tekmovalci so nastopili v duetih v "revijalnem programu" (Alex in Ana po Srđanu, Petra in Maja pa po Evi).

| Tekmovalec   | Preobrazba     | Pesem                  |
| ------------ | -------------- | ---------------------- |
| Alex Volasko | Stane Mancini  | "Kako sva si različna" |
| Ana Dežman   | Marjana Deržaj | "Kako sva si različna" |
| Petra Zore   | ABBA           | "Waterloo"             |
| Maja Oderlap | ABBA           | "Waterloo"             |

- Po razglasitvi rezultatov je vseh 8 tekmovalcev zapelo "Moje sonce" skupine Bepop.